# سیارک ۹۳۸۲
سیارک ۹۳۸۲ (به انگلیسی: 9382 Mihonoseki، نامگذاری:1993TK11) نه هزار و سیصد و هشتاد و دومین سیارک کشف شده‌است که در ۱۱ اکتبر ۱۹۹۳ کشف شد.
قدر مطلق سیارک برابر ۱۴.۸ است.